# Остров Рикорда
Остров Рикорда — остров в заливе Петра Великого Японского моря, в 32 км к югу от Владивостока, часть архипелага Императрицы Евгении. Назван в честь адмирала русского флота Петра Ивановича Рикорда.

## География

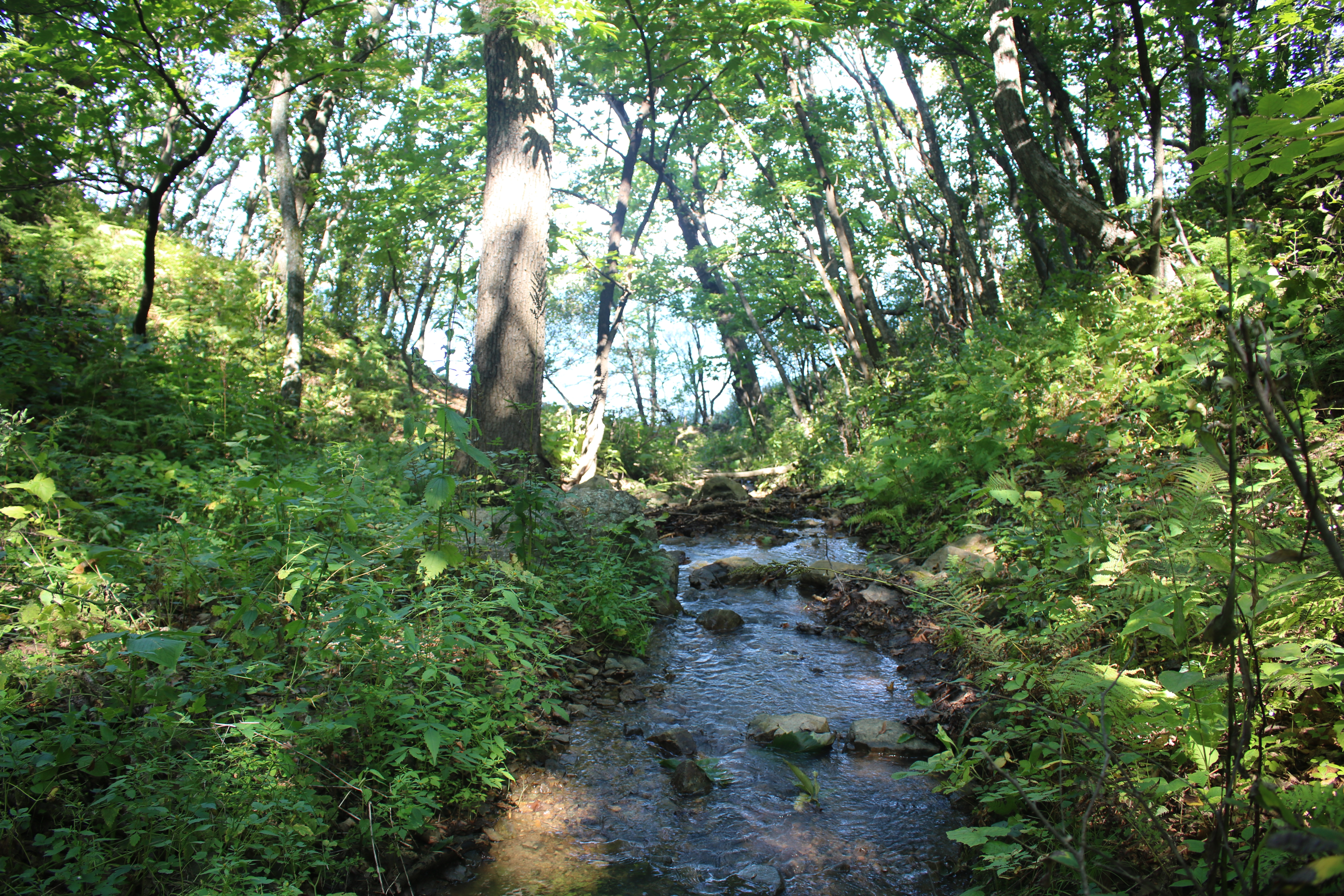
Крупнейший ручей острова

Протяжённость острова с северо-востока на юго-запад составляет 4 км. Наибольшая ширина 2 км. Остров состоит из двух частей, большой северной и маленькой южной, соединённых между собой перешейком, шириной всего 300 м. Общая площадь около 5 км². Максимальная высота над уровнем моря 178 м. С северо-запада побережье острова в основном занимают галечные пляжи. С юго-востока высокие берега круто обрываются к морю отвесными скалами. Протяжённость береговой линии 13,3 км. На острове имеется множество ручьёв. Но вследствие того, что остров вытянут, их протяжённость невелика, не более 0,6 км. На крайнем севере и на юго-западе острова имеются небольшие заболоченные участки.
В воде у восточного скалистого побережья много осыхающих и подводных камней. В бухте Восточной имеется большой галечный пляж, протяжённостью почти 1 км.
Постоянного населения нет. Остров Рикорда — самый крупный из необитаемых островов в заливе Петра Великого.

## Природа
Большая часть острова покрыта низкорослым лесом, состоящим из липы амурской и дуба зубчатого. Также на острове произрастают диморфант, аралия, амурский виноград, лимонник, барбарис, актинидия, шиповник и др.
Фауна острова представлена: змеями — ужи, щитомордники, амурские полозы; земноводными — сахалинские жабы и дальневосточные квакши; млекопитающими — полевые мыши и дальневосточные полёвки, енотовидные собаки и лисицы, а также тюлени ларга; птицами — овсянки ошейниковые и сизоголовые, удоды, уссурийские и беринговы бакланы, белопоясничные стрижи, синицы, а также фрегаты, беркуты, чернохвостые чайки. Число змей меняется от сезона к сезону.